# Maaretta Jaukkuri Foundation
Maaretta Jaukkuri Foundation är en norsk stiftelse, som driver ett konstcentrum i Vestvågøy kommun i Lofoten i Norge.
Stiftelsen bildades 2014. Initiativet togs av Maaretta Jaukkuri. 
Stiftelsen fick en tomt av konstnären Anne Katrine Dolven (född 1953) i byn Kvalnes i Lofoten och byggde där 2017–2018, med finansiering delvis av konstnärsdonerad konst, konstgården The Place. Huset ritades av den finländske arkitekten Aslak Liimatainen.
Ett residens för konstnärer påbörjades i maj 2018, med finansiering av den finländska Saastamoinen-stiftelsen.